# Metropolia di Tomsk

Mappa dell'oblast' di Tomsk.

La metropolia di Tomsk (in russo Томская митрополия?) è una delle province ecclesiastiche che costituiscono la Chiesa ortodossa russa.
Istituita dal Santo Sinodo il 12 marzo 2013, comprende l'intera oblast' di Tomsk nel circondario federale della Siberia.
È costituita da due eparchie:
- Eparchia di Tomsk
- Eparchia di Kolpaševo

Sede della metropolia è la città di Tomsk, il cui vescovo ha il titolo di "Metropolita di Tomsk e Asino".